# Jack London
John Griffith Chaney (São Francisco, 12 de janeiro de 1876 – Califórnia, 22 de novembro de 1916), mais conhecido pelo pseudônimo Jack London, foi um autor, jornalista e ativista social norte-americano. Pioneiro no que era, então, o novo mundo das revistas comerciais de ficção, London foi um dos primeiros romancistas a obter celebridade mundial somente com suas histórias, além de uma grande fortuna. Dentre suas obras mais conhecidas, estão The Call of the Wild (Brasil: O Chamado da Natureza / Portugal: O Apelo da Selva), Before Adam (Antes de Adão), White Fang (Caninos Brancos) e The Sea Wolf (O Lobo do Mar).

## Vida

### Vida familiar
Os biógrafos de London acreditam que ele era filho do astrólogo William Chaney. A mãe de London, Flora Wellman, uma professora de música e espiritualista que alegava receber o espírito de um chefe indígena, vivia com Chaney em São Francisco e engravidou. Conforme um relato de Flora Wellman, registrado pelo San Francisco Chronicle de 4 de junho de 1875, Chaney exigiu que ela fizesse um aborto. Quando se recusou, Chaney negou qualquer responsabilidade pela criança. Ela, em desespero, atirou em si própria, ficando superficialmente ferida. Logo que o bebê nasceu, Flora entregou-o à ex-escrava Virginia Prentiss, que seria uma figura por toda a vida de London.
No final de 1876, Flora Wellman se casou com John London, um veterano da Guerra da Secessão parcialmente incapacitado, e trouxe seu filho John ainda bebê, que mais tarde seria conhecido como Jack, para viver com ela e seu novo marido. A família se mudou várias vezes na área da Baía de São Francisco, até se fixar em Oakland, onde London completou seus estudos.

Em 1897, aos 21 anos e estudando na Universidade da Califórnia, em Berkeley, London procurou e encontrou as notícias de jornal sobre a tentativa de suicídio de sua mãe e o nome de seu suposto pai biológico. London escreveu para William Chaney, que então vivia em Chicago. Em 4 de junho de 1899, Chaney respondeu que não poderia ser o pai de London por ser impotente, dando a entender a London que sua mãe tivera relações com outros homens e que ela o caluniara ao dizer que ele insistira em um aborto:
"Nunca me casei com Flora Wellman, mas vivi com ela de 11 de junho de 1874 a 3 de junho de 1875. Sofria eu nesse tempo os terríveis efeitos de muitas privações, dificuldades de vida e excessivo trabalho intelectual, sendo inteiramente platônicas as nossas relações. Portanto, não posso ser o seu pai nem lhe dizer com certeza quem seja ele. (…) O 'Chronicle' disse que eu a expulsei de casa porque ela não quis fazer o aborto. Essa notícia correu o país inteiro, reproduzida por toda a imprensa. Por causa dessa história, duas das minhas irmãs se tornaram minhas inimigas. Uma delas morreu ainda me julgando culpado. Todos os outros parentes, exceto uma irmã que mora em Portland, estão ainda contra mim e me apontam como a vergonha da família. Na época do escândalo, publiquei em folheto uma declaração da polícia em que se demonstrava a falsidade de muitas acusações levantadas contra a minha conduta, mas nem o 'Chronicle' nem os outros jornais que me difamaram quiseram desmanchar a calúnia. Desisti então de me defender e durante anos e anos a minha vida pesou como um fardo. Veio finalmente a reação e agora já tenho alguns amigos que me consideram homem de bem. Já passei dos 76 e vivo na pobreza."
Chaney concluiu dizendo estar mais sentido que London. London ficou arrasado com a carta. Meses depois, ele deixou a universidade em Berkeley e foi para o Klondike. Uma observação: a certidão de nascimento de Jack London parece ter sido destruída nos diversos incêndios que se seguiram ao terremoto de São Francisco de 1906, e assim é impossível saber o nome de quem aparecia no documento como sendo o pai dele.

### Infância e juventude
London nasceu próximo às ruas Terceira e Brannan em São Francisco. A casa queimou em um incêndio após o terremoto de 1906 em São Francisco. A Sociedade Histórica da Califórnia instalou uma placa no local em 1953. Embora fosse uma família de classe trabalhadora, não era tão pobre quanto London alegaria em relatos posteriores. London foi, essencialmente, um autodidata.
Em 1885, ele leu Signa, o longo romance vitoriano de Ouida. Segundo ele, essa foi a semente de seu sucesso literário. E em 1886, na Biblioteca Pública de Oakland, ele encontrou uma simpática bibliotecária, Ina Coolbrith, que o encorajou a aprender (mais tarde, ela se tornaria a primeira poetisa premiada da Califórnia e figura importante na comunidade literária de São Francisco).
Em 1889, London começou a trabalhar de 12 a 18 horas por dia na fábrica de enlatados Hickmott's. Buscando uma saída, pegou dinheiro emprestado com sua mãe adotiva negra, Virginia Prentiss, comprou o pequeno barco a vela Razzle-Dazzle de um pirata de ostras chamado French Frank e se tornou ele próprio um pirata de ostras. Em seu romance John Barleycorn, ele alega ter roubado a amante de French Frank, Mamie. Após alguns meses, o barco ficou avariado demais para ser reparado. London foi contratado como membro da Patrulha Pesqueira da Califórnia.

Em 1893, depois de ter lido Moby Dick, de Herman Melville, se alistou para embarcar na escuna Sophie Sutherland, em viagem para a costa do Japão. Ao retornar, seu país vivia tempos turbulentos, com a crise de trabalho atingindo proporções desastrosas. Oakland era assolada por agitações trabalhistas. Após trabalhos extenuantes em uma fábrica de juta e numa usina de força para bondes, London se uniu à marcha de protesto de trabalhadores desempregados conhecida como "Exército de Kelly" e começou uma carreira como andarilho. Revelou-se um mestre na arte de viajar de trem de ferro como clandestino. Em 1894, passou 30 dias na penitenciária do condado de Erie, em Buffalo, por vadiagem. Em The Road (traduzido como "A Estrada" ou "Vagabundos cruzando a noite"), escreveu:
"O açoite era meramente, de fato, um dos horrores menores e impublicáveis da penitenciária do condado de Erie. Eu digo 'impublicáveis', mas deveria dizer mesmo indescritíveis. Para mim, eram impensáveis até que os vi, mesmo não sendo eu nenhum novato nos caminhos do mundo, nem nos horrendos abismos da degradação humana. Seria preciso um mergulho profundo para chegar ao recôndito da penitenciária do condado de Erie, mas me restrinjo à leveza das coisas superficiais e jocosas, conforme as vi."
Após várias experiências como vagabundo e marinheiro, London retornou a Oakland e se matriculou no Ginásio Oakland, contribuindo com diversos artigos para o jornal acadêmico, o Aegis. Seu primeiro trabalho publicado foi "Typhoon off the Coast of Japan" ("Tufão nas costas do Japão"), em que contava suas experiências de marinheiro. A história ganhou o primeiro lugar num concurso literário patrocinado pelo jornal San Francisco Call e lhe rendeu 25 dólares.
London queria desesperadamente cursar a Universidade da Califórnia, em Berkeley. Em 1896, após um verão de estudo intenso para passar nos exames de admissão, foi admitido. Circunstâncias financeiras forçaram-no a deixar a universidade em 1897 e ele nunca se formou. Não há indícios de que London tenha escrito para publicações estudantis enquanto estava em Berkeley.

### A corrida do ouro e o primeiro sucesso
Em 12 de julho de 1897, London, então com 21 anos, e seu cunhado James Shepard embarcaram para tomar parte na Corrida do Ouro do Klondike, que se tornaria o cenário de suas primeiras histórias de sucesso. A passagem de London pelo Klondike, contudo, prejudicou sua saúde. Como tantos outros homens mal alimentados nas lavras de ouro, London desenvolveu escorbuto. Suas gengivas incharam, fazendo com que perdesse seus quatro dentes da frente. Uma dor agonizante constante afligia seus quadris e os músculos de suas pernas e seu rosto ficou vincado por marcas que sempre o lembrariam de sua luta no Klondike. O padre William Judge, “o Santo de Dawson”, tinha instalações em Dawson onde oferecia abrigo, alimento e qualquer remédio que pudesse obter para London e outros. Seus esforços inspiraram um dos contos de London, "To Build a Fire" ("A fogueira"), que muitos críticos consideram o seu melhor.
Seus senhorios em Dawson eram os engenheiros de minas Marshall Latham Bond e Louis Whitford Bond, irmãos educados em Yale e Stanford e cujo pai, o juiz Hiram Bond, era um rico investidor em mineração. Os Bond, especialmente, Hiram, eram Republicanos ativos. O diário de Marshall Bond menciona contendas amistosas com London sobre questões políticas à guisa de passatempo.
London deixou Oakland com uma consciência social e inclinações socialistas e retornou para se tornar um ativista do socialismo, concluindo que sua única esperança de escapar à "armadilha" do trabalho era se educar e "vender seu cérebro". Para ele, escrever era um negócio, sua passagem para fora da pobreza e, esperava, um meio de vencer a abastança em seu próprio jogo. Ao retornar à Califórnia em 1898, London começou a trabalhar deliberadamente para ser publicado, um esforço que descreveu em seu romance Martin Eden. Sua primeira história publicada foi "To the Man On Trail", frequentemente incluída em antologias. Quando o The Overland Monthly ofereceu somente 5 dólares por sua história e demorou a pagar, London quase abandonou sua carreira de escritor. Em suas palavras, "fui salvo literalmente e literariamente" quando o The Black Cat aceitou sua história "A Thousand Deaths" ("Um milhar de mortes"), pagando 40 dólares.
London foi feliz ao escolher o momento de iniciar sua carreira de escritor. Foi justamente nessa época que novas tecnologias possibilitaram o surgimento de revistas com produção de baixo custo. Isso resultou em uma explosão de revistas populares voltadas para um grande de público e um forte mercado para contos. Em 1900, London ganhou 2 500 dólares escrevendo, algo em torno de 65 000 dólares em valores atuais. Sua carreira estava em bom caminho.
Entre os trabalhos que vendeu para revistas estava um conto conhecido tanto como "Batard" quanto "Diable", em duas edições de basicamente uma mesma história. Um franco-canadense cruel brutaliza seu cachorro. O cachorro reage e mata seu dono. London disse a alguns de seus críticos que as ações dos homens são a principal causa do comportamento de seus animais e que mostraria isso em outro conto.
Em 26 de janeiro de 1903, Jack London entregou o manuscrito concluído de The Call of the Wild ao The Saturday Evening Post. Em 12 de fevereiro, o editor concordou em comprar a história se London cortasse até cinco mil palavras e desse seu preço. Jack concordou e estabeleceu o preço em 0,03 dólar por palavra. Em 3 de março, recebeu um cheque de 750 dólares. Dois dias depois, a editora Macmillan comprou os direitos do livro por 2 000 dólares, com a promessa de promover uma extensa publicidade. Na época, pareceu um acordo muito sensato. Os livros anteriores de London não chegaram à lista dos mais vendidos e nem ele, nem o editor da Macmillan em Nova York, George Platt Brett, poderia prever se The Call of the Wild sair-se-ia muito melhor. Se naquela época Jack soubesse que seu livro se tornaria um clássico da literatura norte-americana, cujos royalties o fariam rico, a barganha teria sido diferente. Ainda assim, sem o extenso programa promocional, aquele poderia facilmente ter sido apenas mais um livro sobre cães. Isso nunca se saberá, mas Jack jamais se arrependeu de sua decisão, percebendo que a promoção extra da Macmillan fora um fator fundamental para seu sucesso.
A história começa em uma propriedade no Vale Santa Clara e tem como personagem um mestiço de São Bernardo com Pastor Escocês, chamado Buck. A cena de abertura descreve a fazenda da família Bond, que London uma vez visitara. Buck foi inspirado em um cão que os irmãos Bond emprestaram a London em Dawson.
Quando morava em uma vila alugada no lago Merritt em Oakland, London conheceu o poeta George Sterling e, com o tempo, eles se tornaram amigos. Em 1902, Sterling ajudou London a encontrar uma casa mais perto da sua, próxima a Piedmont. Em suas cartas, London chama Sterling de "Grego", devido a seu nariz aquilino e perfil clássico, assinando-as "Lobo". Mais tarde, descreveria Sterling como Russ Brissenden em sua novela autobiográfica Martin Eden (1909) e como Mark Hall em The Valley of the Moon (1913).
Em sua vida madura, London se permitiu uma ampla gama de interesses, acumulando uma biblioteca pessoal de quinze mil volumes.

### Primeiro casamento (1900–1904)
London se casou com Elizabeth Maddern, ou Bessie, em 7 de abril de 1900, no mesmo dia em que The Son of the Wolf ("O filho do lobo") foi editado. Bessie fizera parte de seu círculo de amizades por alguns anos. Durante o casamento, London continuou sua amizade com Anna Strunsky, sendo coautora de The Kempton-Wace Letters, um romance epistolar que contrasta duas filosofias do amor. Anna, escrevendo as cartas de "Dane Kempton", defendia uma visão romântica do casamento, enquanto London, escrevendo as cartas de "Herbert Wace", argumentava por uma visão científica, baseada no darwinismo e na eugenia. No romance, a personagem de ficção contrastava com a mulher que London conhecia.
O nome carinhoso de London para Bessie era "Mamãezinha" e o de Bessie para London, "Papaizinho". Sua primeira filha, Joan, nasceu em 15 de janeiro de 1901 e a segunda, Bessie (mais tarde chamada de Becky), em 20 de outubro de 1902. Ambas nasceram em Piedmont, Califórnia. Ali, London escreveu um de seus trabalhos mais elogiados, The Call of the Wild ("A Chamada da selva").
Embora London se orgulhasse de suas filhas, o casamento passava por dificuldades. London reclamava com seus amigos Joseph Noel e George Sterling que "[Bessie] é devotada à virtuosidade. Quando digo a ela que moralidade é apenas sinal de baixa pressão sanguínea, ela me odeia. Ela venderia a mim e as crianças em nome de sua maldita virtuosidade. É terrível. Toda vez que volto para casa depois de passar a noite fora, ela não me deixa ficar no mesmo quarto que ela, se puder evitar". Parece que Bessie receava que Jack estivesse se envolvendo com prostitutas e adquirisse alguma doença sexualmente transmissível.
Em 24 de julho de 1903, London disse a Bessie que estava saindo de casa. Em 1904, London e Bessie negociaram os termos de um divórcio, que foi concedido em 11 de novembro de 1904.

### Segundo casamento (1905-1916)
London havia sido apresentado a Charmian Kittredge por seu editor da MacMillan, George Platt Brett, quando Kittredge era sua secretária.
Após se divorciar de Bessie Maddern, London se casou com Kittredge, em 1905. Ela tornou-se sua companheira inseparável em cavalgadas e pescarias, passando a acompanhar também a criação e o desenvolvimento dos seus originais. Enquanto estiveram juntos, viajaram diversas vezes, incluindo um cruzeiro no iate Snark para o Havaí e a Austrália. Muitas das histórias de London se baseiam em suas visitas ao Havaí, a última delas por dez meses, começando me dezembro de 1915.
O casal também visitou Goldfield, Nevada, em 1907, onde foram hóspedes dos irmãos Bond, os senhorios de London em Dawson. Os irmãos Bond trabalhavam em Nevada como engenheiros de minas.
London comparara os conceitos de "mulher mãe" e "mulher companheira" em The Kempton-Wace Letters. Seu nome carinhoso para Bessie fora "mamãezinha". Seu nome carinhoso para Charmian era "companheira". A tia e mãe adotiva de Charmian, uma discípula de Victoria Woodhull, a criara sem puritanismo. Todos os biógrafos aludem à sexualidade desinibida de Charmian. London descobriu em Charmian Kittredge não somente uma parceira sexualmente ativa e aventurosa, mas sua futura companhia para toda a vida. O casal tentou ter filhos. Uma criança morreu no parto e outra gravidez foi abortada espontaneamente.
Em 1906, London publicou na revista Collier's seu testemunho do terremoto de São Francisco.

### O Rancho Beauty (1905–1916)
Em 1905, London comprou um rancho de 1 000 acres (4 km²) Glen Ellen, condado de Sonoma, Califórnia, na encosta leste da Montanha Sonoma, por 26 450 dólares, escrevendo que "Juntamente com minha esposa, o rancho é a coisa que mais prezo neste mundo." Ele tentou desesperadamente fazer do rancho um empreendimento comercial bem-sucedido. Escrever, que sempre fora um empreendimento comercial para London, então se tornara mais ainda um meio para um fim: "Escrevo com nenhum outro propósito senão fazer crescer a beleza que agora pertence a mim. Escrevo um livro por nenhum outro motivo que não seja acrescentar três ou quatro centenas de acres à minha magnífica propriedade." Após 1910, seus trabalhos literários eram, na maioria, mundanos, escritos para atender à necessidade de receita para o rancho.
Ele educou a si estudando manuais de agricultura e volumes científicos, concebendo um sistema de administração rural que hoje seria elogiada por sua sensatez ecológica. London tinha orgulho de ser proprietário do primeiro silo de concreto na Califórnia, um chiqueiro circular projetado por ele, e esperava adaptar a filosofia da agricultura sustentável asiática aos Estados Unidos. Para tanto, contratou pedreiros italianos e chineses, cujas diferenças marcantes de estilo são óbvias.
O rancho foi um fracasso econômico. Sempre com falta de dinheiro e com despesas crescentes, London, regressou ao lucrativo tema do Alasca em contos como "Lost Face", "Burning Daylight" (história de Daylight, homem de tremenda energia que arranca uma fortuna nas minas do Klondike para e seguida renunciar idealistiamente à riqueza tão arduamente conseguida) e "Smoke Bellew" (1912). A sua longa viagem marítima deu origem ao autobiográfico The Cruise of the Snark ("O cruzeiro do Snark"), e a uma sucessão de histórias e romances sobre o Pacífico: "When God Laughs", "Adventure", "South Sea Tales", "A Son of the Sun" e "The House of Pride".
Em 1912 contornou o cabo Horn no veleiro Dirigo, viagem que deu origem ao soturno romance The Mutiny of the Elsinore. Charmian sofreu o segundo aborto e assim se desvaneceram as possibilidades de ele vir a ter um rapaz. A sua última desgraça foi perder uma mansão de pedra de 1 400 m² (a "Casa do Lobo") que havia mandado construir em sua propriedade e na qual já havia gasto 80 000 dólares (1 930 000 em valores atuais). Quando já estava pronta, um incêndio, possivelmente criminoso, destruiu boa parte da mansão, consumindo tudo o que era em madeira.
Alguns de seus melhores contos foram escritos nos tempos de declínio, particularmente os de The Strength of the Strong (1914). Outras coleções de histórias foram The Night Born e The Turtles of Tasman. Prosseguiu com os seus romances sobre boxe com The Abysmal Brute e com a ficção científica em The Scarlet Plague ("A praga escarlate"), de 1915. Contudo, a sua obra mais extraordinária em termos de imaginação foi o romance sobre a vida prisional e viagens no tempo, The Star Rover (traduzido no Brasil como "O andarilho das estrelas").
A última visita de London ao Havaí, no início de dezembro de 1915, durou oito meses. Durante a visita, London se encontrou com o duque Kahanamoku, o príncipe Jonah Kūhiō Kalaniana’ole, a rainha Lili’uokalani e muitos outros, antes de retornar ao seu rancho em julho de 1916. Na época, sofria de falha renal, mas continuava a trabalhar.
O rancho (as ruínas da Casa do Lobo) é hoje um Marco Histórico Nacional e protegido no Parque Histórico Estadual Jack London.

### Morte
Muitas fontes mais antigas descrevem a morte de London como suicídio, e algumas ainda o fazem. Essa conjectura parece ser um rumor, ou especulação baseada em incidentes em seus escritos ficcionais. Sua certidão de óbito declara a causa da morte como uremia, após cólica renal aguda, um tipo de dor frequentemente descrito como "a pior dor […] jamais experimentada", comumente causada por cálculos renais. Uremia também é conhecida como envenenamento urêmico.
London morreu em 22 de novembro de 1916, em uma varanda de um chalé de seu rancho. Sentia dores extremas e tomava morfina, sendo possível que uma sobredose de morfina, acidental ou deliberada, tenha causado sua morte.
A ficção de London descrevia suicídio. Em sua novela autobiográfica Martin Eden, o protagonista comete suicídio por afogamento. Em seu romance autobiográfico John Barleycorn, ele alega uma vez, quando jovem e bêbado, ter cambaleado e caído ao mar na Baía de São Francisco, "subitamente obcecado por um vago pensamento de me deixar levar pela maré". London disse que ficou à deriva e quase conseguiu se afogar, antes de recuperar a sobriedade e ser resgatado por pescadores. No desenlace de “The Little Lady of the Big House”, a heroína, confrontada com a dor de um tiro mortal, comete suicídio com morfina, com ajuda de um médico.
London era um homem robusto, mas sofreu com diversas doenças graves, inclusive o escorbuto no Klondike. Na época de sua morte, sofria de disenteria e uremia. Durante viagens no Snark, ele e Charmian podem ter contraído infecções tropicais não especificadas. A maioria dos biógrafos, incluindo Russ Kingman, hoje concorda que London morreu de uremia agravada por uma dose acidental de morfina.
As cinzas de London foram sepultadas, juntamente com as de sua segunda mulher, Charmian (que morreu em 1955), no Parque Histórico Estadual Jack London, em Glen Ellen, Califórnia. Apenas uma rocha coberta de musgo marca o local da simples sepultura.

## Acusações de plágio
London era vulnerável a acusações de plágio, não somente por ser um escritor celebrado, prolífico e bem-sucedido, mas também por causa de seus métodos de trabalho. Em uma carta a Elwyn Hoffman, escreveu, "você sabe, expressar, para mim, é mais fácil que inventar". London comprou enredos e romances do jovem Sinclair Lewis e usou incidentes recortados de jornais como material para seus textos.
Egerton R. Young alegou que The Call of the Wild foi retirado de seu livro My Dogs em Northland. London reconheceu ter usado o livro como uma fonte e disse ter escrito a Young para agradecer.
Em julho de 1901, duas peças de ficção apareceram no mesmo mês: "Moon-Face", de London, no San Francisco Argonaut, e "The Passing of Cock-eye Blacklock", de Frank Norris, no Century. Os jornais mostraram as similaridades entre as histórias, que London disse serem "bem diferentes no modo de tratamento, [mas] evidentemente com mesma base e motivo". London explicou que ambos os escritores basearam suas histórias na mesma reportagem. Um ano depois, descobriu-se que Charles Forrest McLean publicara uma história de ficção baseada no mesmo incidente.
Em 1906, o New York World publicou um "paralelo mortal" com colunas mostrando dezoito passagens do conto "Love of Life", de London, comparadas lado a lado com passagens similares de um artigo de não ficção de Augustus Biddle e J. K Macdonald, intitulado "Lost in the Land of the Midnight Sun." London notou que o World não fez acusações de plágio, mas somente demonstrou "identidade de tempo e situação", de que, provocativamente, se declarou "culpado".
A acusação mais séria de plágio se referiu ao capítulo 7, "The Bishop’s Vision", do romance The Iron Heel ("O calcanhar de ferro") de London. O capítulo é quase idêntico a um ensaio irônico que Frank Harris publicou em 1901, intitulado "The Bishop of London and Public Morality". Harris se enfureceu e sugeriu que deveria receber 1/60 avos dos royalties de The Iron Heel, pois o material em questão constituía aquela fração do romance. London insistiu que havia recortado uma reimpressão do artigo feita por um jornal americano e acreditava ter sido aquele um discurso realmente proferido pelo bispo de Londres.

## Lista de obras
| - A Daughter of the Snows (1902) - The Call of the Wild (1903) - The Kempton-Wace Letters (1903) publicada anonimamente, de Jack London e Anna Strunsky. - The Sea-Wolf (1904) - The Game (1905) - White Fang (1906) - Before Adam (1907) - The Iron Heel (1908) - Martin Eden (1909) - Burning Daylight (1910) - Adventure (1911) - The Scarlet Plague (1912) - A Son of the Sun (1912) - The Abysmal Brute (1913) - The Valley of the Moon (1913) - The Mutiny of the Elsinore (1914) - The Star Rover (1915) - The Little Lady of the Big House (1916) - Jerry of the Islands (1917) - Michael, Brother of Jerry (1917) - Hearts of Three (1920, - The Assassination Bureau, Ltd | - Son of the Wolf (1900) - Chris Farrington, Able Seaman (1901) - The God of His Fathers & Other Stories (1901) - Children of the Frost (1902) - The Faith of Men and Other Stories (1904) - Tales of the Fish Patrol (1906) - Moon-Face and Other Stories (1906) - Love of Life and Other Stories (1907) - Lost Face (1910) - South Sea Tales (1911) - When God Laughs and Other Stories (1911) - The House of Pride & Other Tales of Hawaii (1912) - Smoke Bellew (1912) - A Son of the Sun (1912) - The Night Born (1913) - The Strength of the Strong (1914) - The Turtles of Tasman (1916) - The Human Drift (1917) - The Red One (1918) - On the Makaloa Mat (1919) - Dutch Courage and Other Stories (1922) - Caninos Brancos. Rio de Janeiro: Editora Brasil-América Limitada, 1953. (Quadrinhos) - O Chamado das Selvas. Rio de Janeiro. Garimar, 1958. (Quadrinhos) |